# Raisa Mamentieva
Raisa Vladimirovna Mamentieva (nacida el 5 de marzo de 1927 en Moscú, Unión Soviética y fallecida el 2 de diciembre de 2001 en la misma ciudad) fue una jugadora de baloncesto rusa. Consiguió 4 medallas en competiciones oficiales con URSS.